# Seth Sendashonga
Seth Sendashonga, né le 27 mai 1951 et mort assassiné le 16 mai 1998 à Nairobi, est un homme politique rwandais.
Président de l'association générale des étudiants rwandais (AGER), il fait partie des opposants au régime du président Juvénal Habyarimana et doit quitter le pays afin de poursuivre ses études. De 1980 à 1993, Sendashonga est employé par un organisme des Nations unies. Signataire de l'« appel des 33 intellectuels », il rejoint le Front patriotique rwandais (FPR) en 1991. Entre juillet 1994 et août 1995, il occupe le poste de ministre de l'Intérieur dans le gouvernement d'unité nationale du premier ministre Faustin Twagiramungu. Après la démission de celui-ci, Sendashonga et d'autres ministres hutus sont renvoyés. Il s'exile au Kenya où il est assassiné en 1998.

## Biographie

### Jeunesse et formation
Seth Sendashonga naît le 27 mai 1951 à Nduba, sur le territoire de la commune de Rwamatamu, située près de Kibuye. Il est scolarisé au Collège officiel de Kigali, puis étudie à la faculté des sciences économiques et sociales de l'université nationale du Rwanda (UNR). Il dirige la rédaction de la revue Diapason et préside l'association générale des étudiants rwandais (AGER), opposée au régime du président Juvénal Habyarimana. Celui-ci est au pouvoir depuis 1973 et fonde le MRND, dont les statuts sont critiqués par l'AGER. En 1975, la bourse d'études dont bénéficie Sendashonga n'est pas renouvelée et il lui est interdit d'accéder au campus de l'université. Il quitte le pays avec sa femme et son frère, également étudiants, et s'exile au Kenya. Il poursuit ses études d'économie en Belgique, où il obtient une licence de l'université libre de Bruxelles en 1978,.

### Engagement dans l'opposition
Seth Sendashonga devient fonctionnaire international. Entre 1980 et 1993, il travaille à Nairobi pour un organisme des Nations unies, le Centre des Nations unies pour les établissements humains et l'habitat. Il fait partie des signataires de l'« appel des 33 intellectuels », publié par l'opposition rwandaise en septembre 1990 en réponse au discours de La Baule, prononcé par François Mitterrand, et dans lequel le président français invite les pays africains à mener à bien leur processus de démocratisation. En 1991, l'opposant Hutu rejoint le mouvement de guérilla des exilés Tutsis, le Front patriotique rwandais (FPR). Il réécrit le préambule de son programme,.

### Ministre du gouvernement d'unité nationale
Après le génocide des Tutsis, commis entre avril et juillet 1994, Sendashonga est nommé ministre de l'Intérieur et du développement communal dans le gouvernement rwandais d'unité nationale prévu par les accords d'Arusha. Il se heurte au vice-président et ministre de la Défense, le général Paul Kagame. Sendashonga dénonce à de nombreuses reprises les exactions dont sont victimes les Hutus, sans obtenir de réponse de Kagame. En avril 1995, Sendashonga réunit les associations humanitaires afin de trouver les moyens nécessaires à l'évacuation des civils hutus déplacés au camp de Kibeho, dans le sud du pays. Quelques jours plus tard a lieu le massacre de Kibeho, durant lequel les soldats de l'armée patriotique rwandaise (APR), branche militaire du Front patriotique rwandais, tirent sur les réfugiés. Ces évènements lui ôtent ses dernières illusions sur les intentions de Kagame,. Le premier ministre Faustin Twagiramungu démissionne en août 1995. Sendashonga et d'autres ministres hutus sont démis de leurs fonctions,.
Dans un entretien accordé au journaliste Hamza Kaïdi et paru dans Jeune Afrique n°1847- Du 29 mai au 4 juin 1996, pages 22-23, il affirme « ... j'ai adressé au général Kagame plus de 700 lettres [pour dénoncer les crimes dont était victime la population], soit environ deux par jour ! Je n'ai jamais reçu la moindre réponse... »Dans le même entretien, lorsque le journaliste lui demande pourquoi il a quitté le FPR et pourquoi il est passé dans l'opposition, M. Seth Sendashonga a répondu « Avant de prendre le pouvoir en juillet 1994, le FPR avait un programme acceptable. Il s'en est écarté pour se comporter en armée conquérante. Il s'est rendu coupable lui aussi de génocide » .

### Exil à Nairobi et assassinat
Il s'exile à Nairobi, où il est victime d'une tentative d'assassinat en février 1996,. L'année suivante, Sendashonga et l'ancien premier ministre du gouvernement de transition Faustin Twagiramungu fondent le mouvement Forces de résistance pour la démocratie (FRD),. Seth Sendashonga et son chauffeur sont assassinés à Nairobi le 16 mai 1998 par le Front patriotique rwandais (FPR), dirigé par Paul Kagame, par peur que Sendashonga révèle certains secrets concernant la prise du pouvoir par le FPR,.

## Filmographie
- Celui qui savait, documentaire de Julien Élie, prod. Alter-Ciné, 2001, 57 minutes (OCLC 717547179).